# Сульфоарсеніти

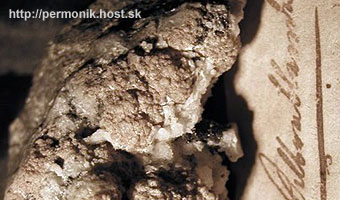
Прустит

Сульфоарсеніти — мінерали класу сульфосолей — сполуки металів з радикалом [AsS3]3-] (наприклад, прустит — Ag3[AsS3]).